# Roberto Rojas
Roberto Antonio Rojas Saavedra (Santiago do Chile, 8 de agosto de 1957) é um ex-futebolista e ex-técnico chileno.

## Biografia
Foi um dos três jogadores veteranos convocados pelo técnico da seleção chilena Luis Ibarra, em um processo de renovação iniciado em 1986.
Suas boas atuações pelo Colo Colo contra o São Paulo, na Libertadores de 1987, e pela seleção chilena, durante a Copa América do mesmo ano, levaram o Tricolor a contratá-lo, para disputar a vaga de titular com Gilmar. Entre 1987 e 1989, atuou em 40 jogos com 19 vitórias, nove empates e 12 derrotas.
Ficou mundialmente conhecido após o episódio da Rosenery "fogueteira do Maracanã", quando fingiu ter sido atingido por um sinalizador num jogo entre Brasil e Chile em 3 de setembro de 1989. Rojas temia que seu time fosse desclassificado pelo Brasil nas Eliminatórias para a Copa do Mundo de 1990 (ambos lideravam o Grupo 3, que continha ainda a Venezuela, com 5 pontos, mas o Brasil tinha um saldo de gols melhor; dessa forma, somente a vitória interessava ao Chile, enquanto bastava ao Brasil empatar); então, junto com o zagueiro e vice-capitão da equipe Fernando Astengo, bolou um plano para tentar impedir isso, que consistia em pedir o cancelamento da partida por falta de segurança. Rojas entraria em campo com uma lâmina de barbear escondida na luva e, em determinado momento, cortaria o próprio rosto, fingindo que uma pedra o haveria atingido. O sinalizador, portanto, foi apenas uma coincidência. No entanto, com a farsa descoberta, Rojas acabou banido da prática do futebol.
Em 1993, com o mesmo peso da época de jogador, Rojas tornou-se goleiro da seleção chilena de Beach Soccer. Na época, a modalidade não era credenciada pela FIFA, logo a suspensão não tinha efeito. Devido às suas atuações, conquistou uma medalha de prata na Copa Latina de Beach Soccer de 1994 e duas medalhas de bronze na Copa América de Beach Soccer e no Mundial de Beach Soccer, em 1995. Em 1996, Rojas aposentou-se da modalidade.
Em 2001, em atendimento ao pedido de perdão, o banimento de Rojas foi retirado pela FIFA. Então, passou a trabalhar em cargos técnicos no futebol, inicialmente como treinador de goleiros.
Assumiu o cargo de técnico no São Paulo, após a queda de Oswaldo de Oliveira, em 2003. Inicialmente como interino, colocou a defesa, um grande problema do time até ali, em ordem, e acabou sendo efetivado. Fez boa campanha no Campeonato Brasileiro, garantindo uma vaga na Copa Libertadores do ano seguinte, dez anos após sua última participação. Entretanto, acabou substituído por Cuca antes do início da temporada — ele levaria o São Paulo até as semifinais, sendo eliminado pelo Once Caldas. Ao todo, dirigiu o time em 52 jogos, com 28 vitórias, 13 empates e 11 derrotas.
Em 2007, foi técnico do Comercial de Ribeirão Preto e, depois, foi para o Sport, onde voltou a ser preparador de goleiros.
Em 2013, o ex-treinador passou por um drama pessoal: acometido pela hepatite C, Rojas, que tinha apenas 20% do fígado em funcionamento, estava à espera de um novo órgão. Após o transplante, ele teve um outro problema médico, após sofrer uma torção no pulmão.

## Títulos
- Colo-Colo: Campeonato Chileno (1983, 1986); Copa Chile (1985)
- São Paulo: Campeonato Paulista (1987, 1989)[12]